# Perihan Mağden
Perihan Mağden, née à Istanbul le 24 août 1960, est une journaliste et écrivain turque. 

## Biographie
Elle a été  chroniqueuse aux journaux Taraf et Radikal. 
Son roman İki Geç Kızın Romanı a été adapté au cinéma en 2005 sous le titre İki Genç Kız.
Elle a été jugée et acquittée pour avoir demandé l'ouverture de la possibilité de l'objection de conscience au service militaire obligatoire en Turquie.

## Travaux
- Haberci Çocuk Cinayetleri (1991)
- Refakatçi (1994)
- Dünya İşleri (2001)
- Sahi Mutsuz Musun ? (2001)
- İki Geç Kızın Romanı (2002)
- Topladım Dağılan Kalbimin Herrr Köşesini (2003)
- Korkma Bu Akşam Gelip Çalmam Kapını (2004)
- Biz Kimden Kaçıyorduk Anne? (2007)
- Ali ile Ramazan (2010)
- Yaz Kitabı (2011)
- Kış Kitabı (2011)
- Yıldız Yaralanması (2012)
- Tehlikeli Temayüller (2014)